# نيك هودسون
نيك هودسون (بالإنجليزية: Nick Hodgson)‏ هو كاتب أغاني وطبال بريطاني، ولد في 20 أكتوبر 1977 في ليدز في المملكة المتحدة. وهو عضو سابق في فرقة كايسر تشيفس.

## وصلات خارجية
- نيك هودسون على موقع IMDb (الإنجليزية)
- نيك هودسون على موقع ميوزك برينز (الإنجليزية)
- نيك هودسون على موقع أول ميوزيك (الإنجليزية)
- نيك هودسون على موقع ديسكوغز (الإنجليزية)
- نيك هودسون على موقع كينوبويسك (الروسية)